# NGC 69
NGC 69 (ook wel PGC 1191, MCG 5-1-66, ZWG 499.105, ARAK 5, ARP 113, VV 166e of NPM1G +29.0011) is een elliptisch sterrenstelsel in het sterrenbeeld Andromeda.
NGC 69 werd op 7 oktober 1855 ontdekt door de Ierse astronoom William Parsons.